# Cumes
Pour les articles homonymes, voir Cumes (homonymie).
Cumes (en italien : Cuma ; en grec ancien : Κύμη ou Κύμαι) est une ancienne cité de la Grande-Grèce, située au bord du golfe de Gaète (mer Tyrrhénienne), à 12 km à l'ouest de Naples, en Campanie. C'est aujourd'hui une zone archéologique de première importance, qui présente des vestiges nombreux et variés, dont le plus illustre est l'antre de la Sibylle.

## Histoire
La cité de Cumes fut fondée au VIIIe siècle av. J.-C., autour de 750-730 av. J.-C., par les Grecs du comptoir de Pithécusses (actuelle île d'Ischia, habitée par des Chalcidiens de l'île d'Eubée). Elle est la première véritable colonie grecque de la Magna Græcia.
Ce n'est qu'une fois la colonie de Pithécusses assurée de sa sécurité qu'une partie de la population est venue s'établir sur la terre ferme, à moins que la population de Pithécusses n'ait été effrayée par un tremblement de terre et se soit réfugiée à Cumes. Un commerce prospère se développa avec les Lucaniens, peuple italiote provenant de l'intérieur des terres. Les Lucaniens vendaient de l'orfèvrerie étrusque, tandis que les Grecs échangeaient des céramiques et des bijoux originaires de cités grecques de Méditerranée orientale.
Vers 730 av. J.-C., des colons de Cumes fondent Zancle, l'actuelle Messine, dans le nord-est de la Sicile. Cela en fait l'une des plus anciennes colonies grecques de l'île avec Naxos et Syracuse.
Au cours de la première moitié du VIe siècle av. J.-C., on construisit une enceinte qui délimitait une superficie de quelque 110 ha. Les Cumains construisirent deux temples dédiés à Zeus et Apollon reconvertis en basiliques paléochrétiennes au IVe siècle. Le temple d'Apollon se trouve au sommet de l'acropole où l'on accède par la voie sacrée.
Cumes a participé à l'édification de Dicéarchie (l'actuelle Pouzzoles) en 531 av. J.-C.   avec des exilés de Sámos, et de Parthénope au VIIIe siècle av. J.-C. Cette dernière sera par la suite nommée Paléopolis (« la vieille ville ») par rapport à Neapolis (« la nouvelle ville »), l'actuelle Naples, fondée dans les trente dernières années du VIe siècle av. J.-C.
En 524 et en 504 av. J.-C., les troupes de Cumes placées sous le commandement d'Aristodemos Malakos défirent les Étrusques par deux fois. À partir de cette date, Aristodemos Malakos devient tyran de Cumes jusqu'à sa mort en 490 av. J.-C..
La cité accueillit Tarquin le Superbe, dernier roi de Rome, renversé en 509 av. J.-C., après sa défaite à la bataille du lac Régille. Il y meurt en 495 av. J.-C..
En 474 av. J.-C., les flottes de Cumes et de Syracuse, sous la direction de Hiéron de Syracuse, mirent en déroute les Étrusques au large de Cumes. Cette défaite sonna le glas du dynamisme des cités étrusques méridionales. Après la fondation d'un poste avancé sur Ischia par Hiéron, les routes commerciales au large de la Campanie passèrent sous le contrôle de Syracuse.
En 421 av. J.-C., les Samnites s'emparèrent de la ville.
En 338 av. J.-C., la ville fut soumise par Rome, sous le statut de civitas sine suffragio.

### La Sibylle de Cumes

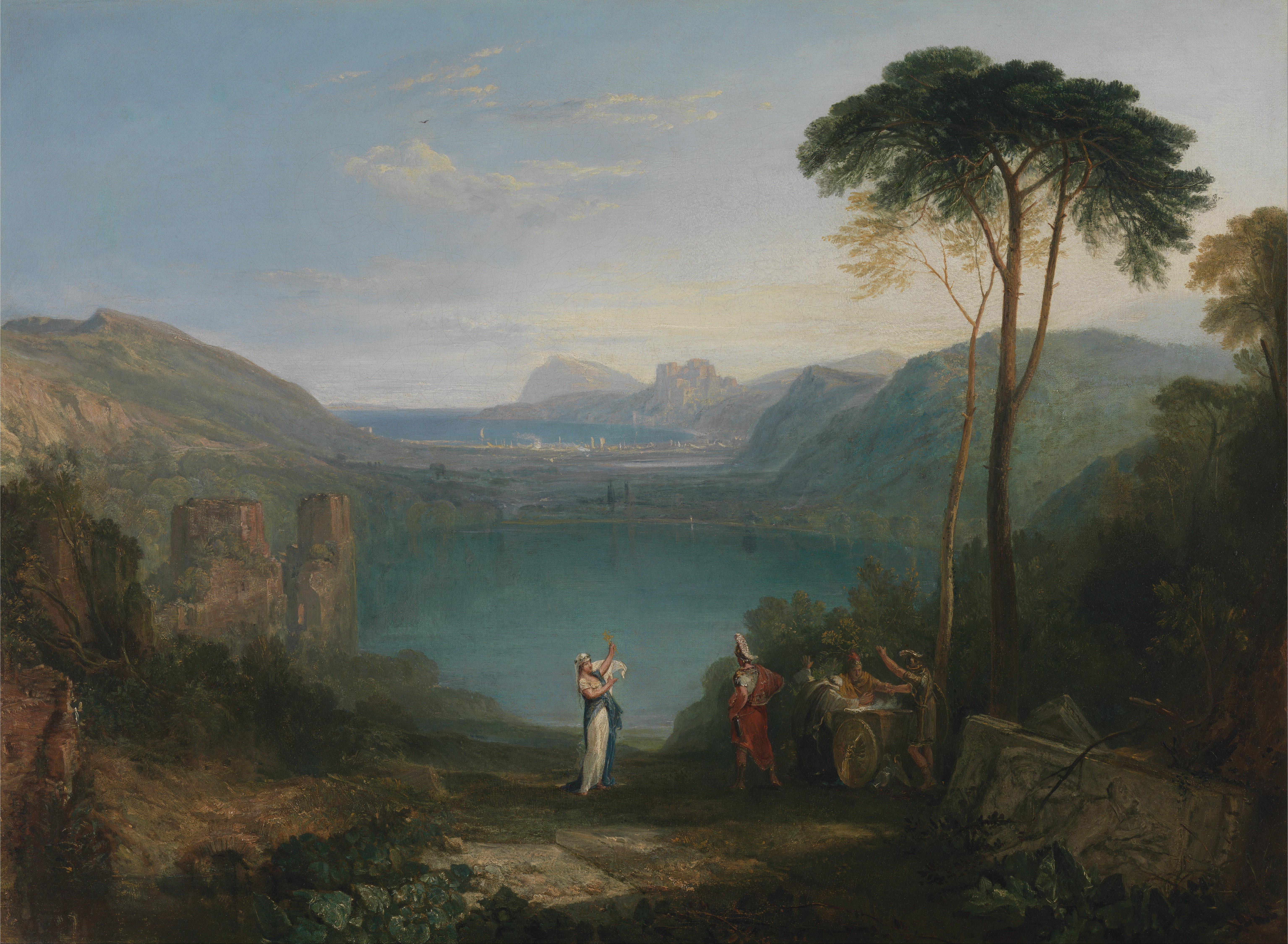
Énée et la Sibylle, Lac Averne
William Turner, 1798
Tate Britain, Londres.

La sibylle de Cumes est la première des douze sibylles que constituera progressivement, à partir de l'Énéide, la fiction de Virgile, la tradition chrétienne[pas clair].

## Le parc archéologique
La zone archéologique de Cumes comprend l'acropole où se situent la zone sacrée avec les temples de Zeus et d'Apollon, et l'ensemble de l'antre dit de la Sibylle et des thermes, situés en contrebas : en fait, il s'agit d'une partie du rempart hellénistique de la ville. Le port de Cumes semble avoir été situé dans la zone lagunaire.
Deux tunnels routiers romains sont encore visibles à proximité, ainsi que le passage routier dit « Arco Felice ».
Une partie du mobilier trouvé à l'occasion des fouilles est exposé au musée archéologique des Champs Phlégréens.

## Galerie

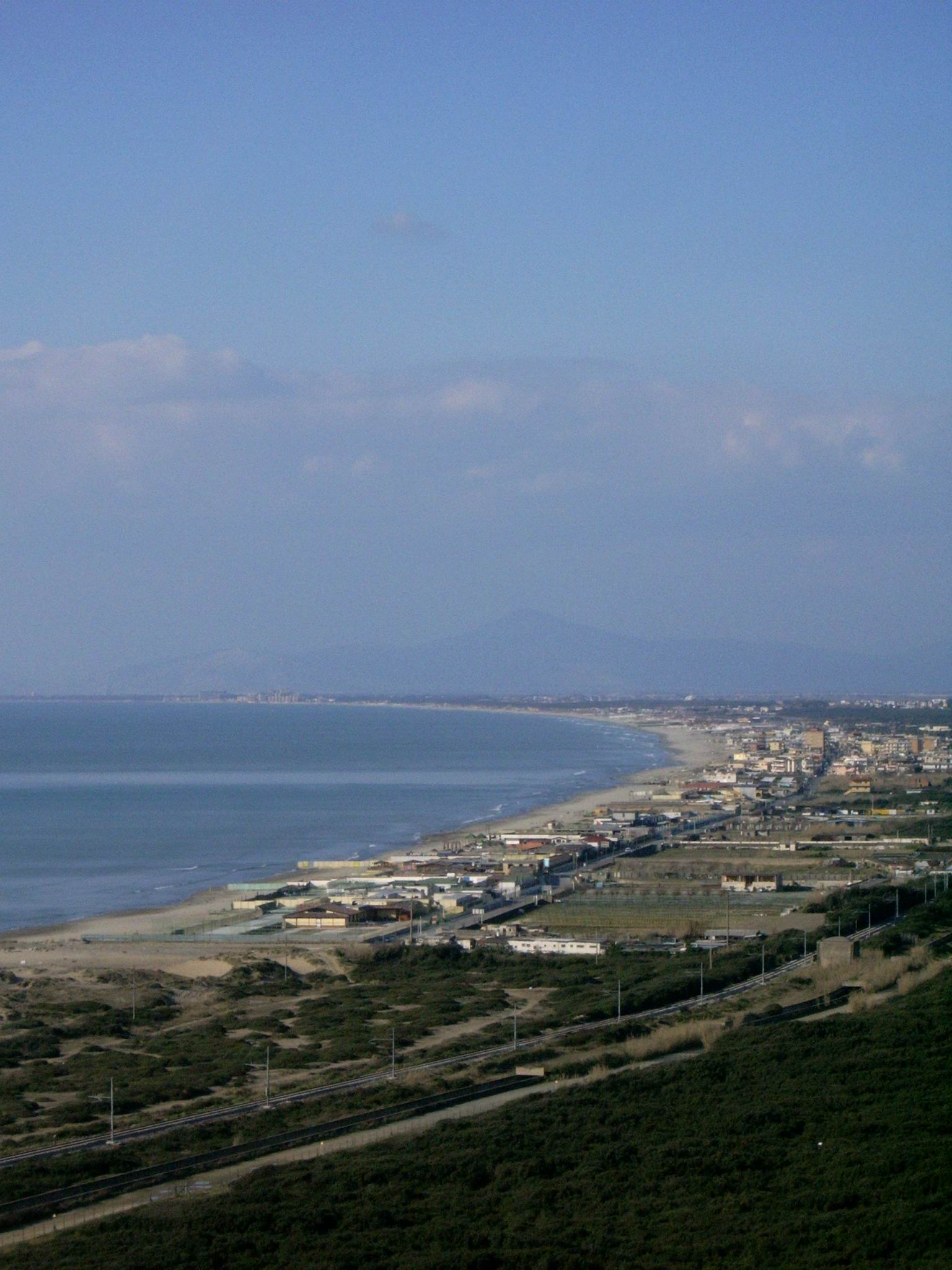
La baie de Cumes.
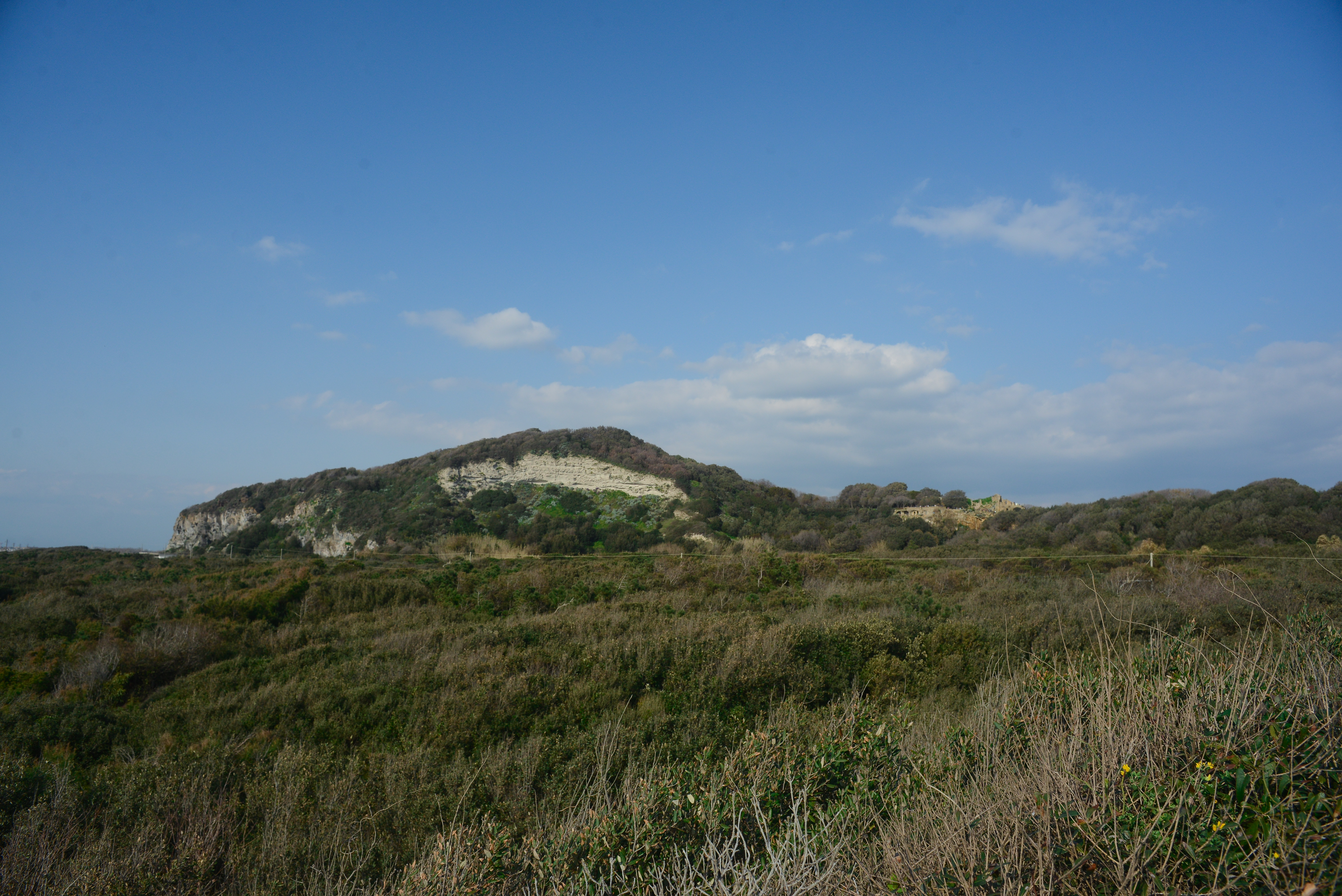
L'acropole.
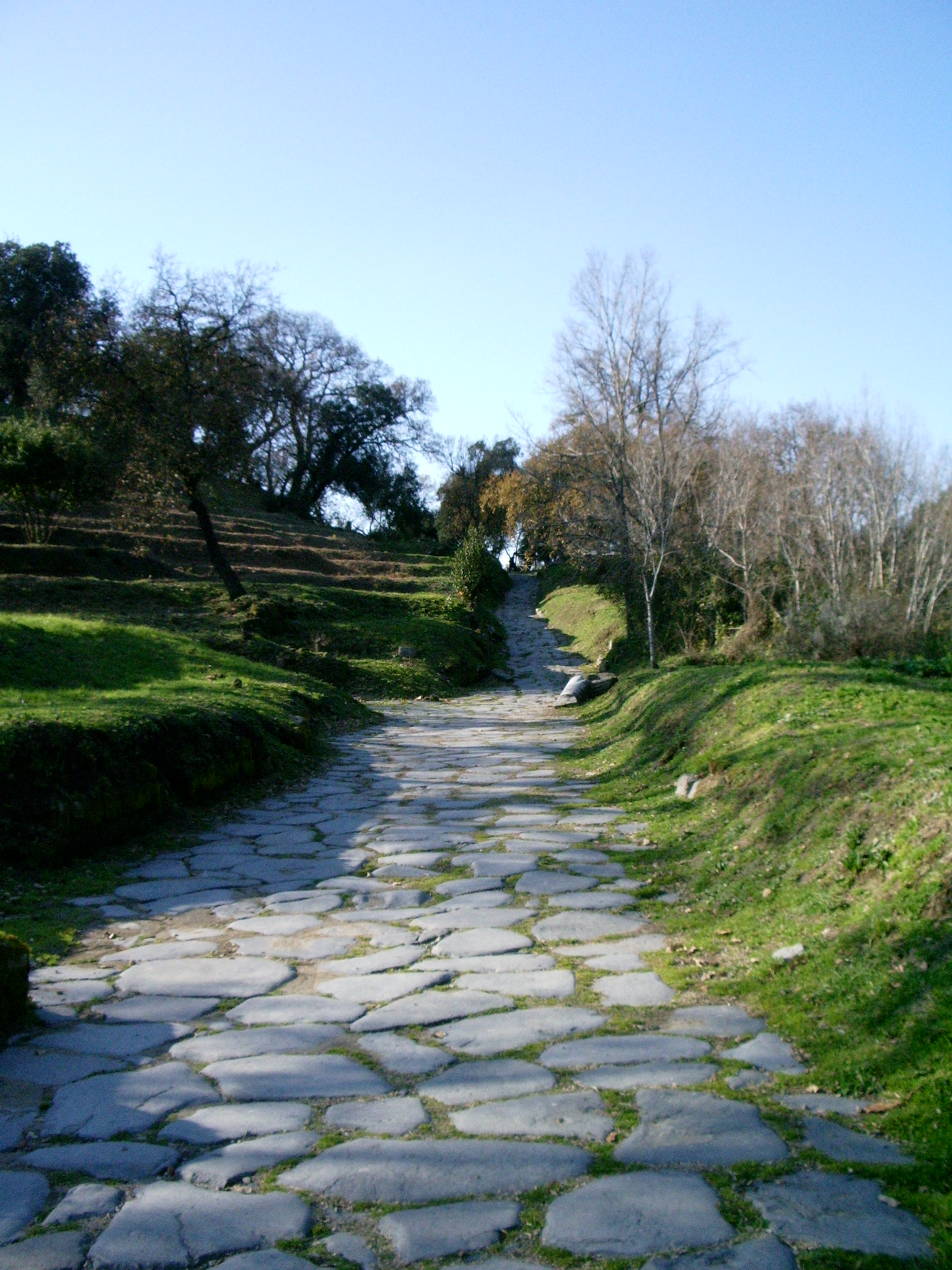
Via Sacra.
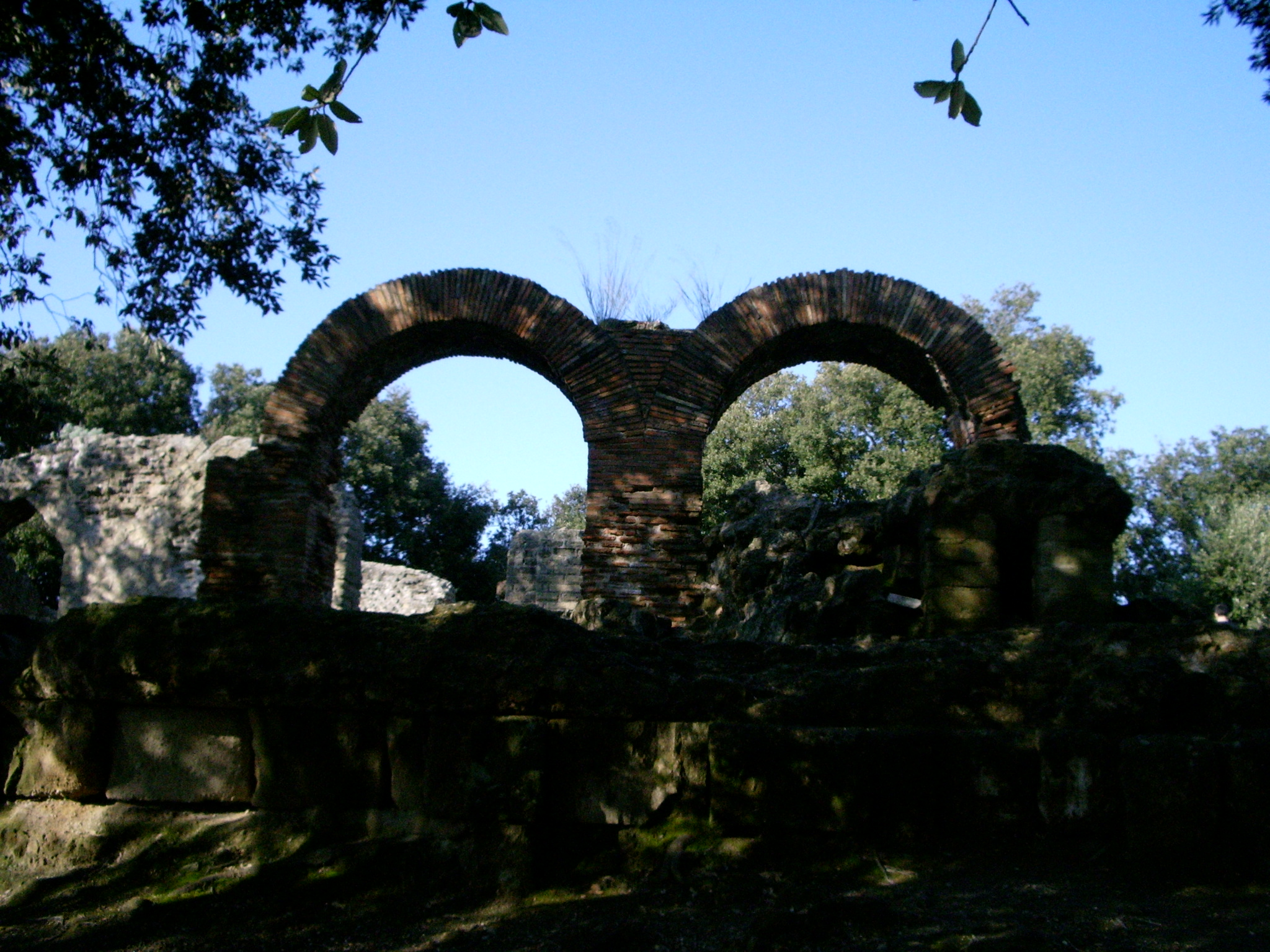
Temple de Zeus.
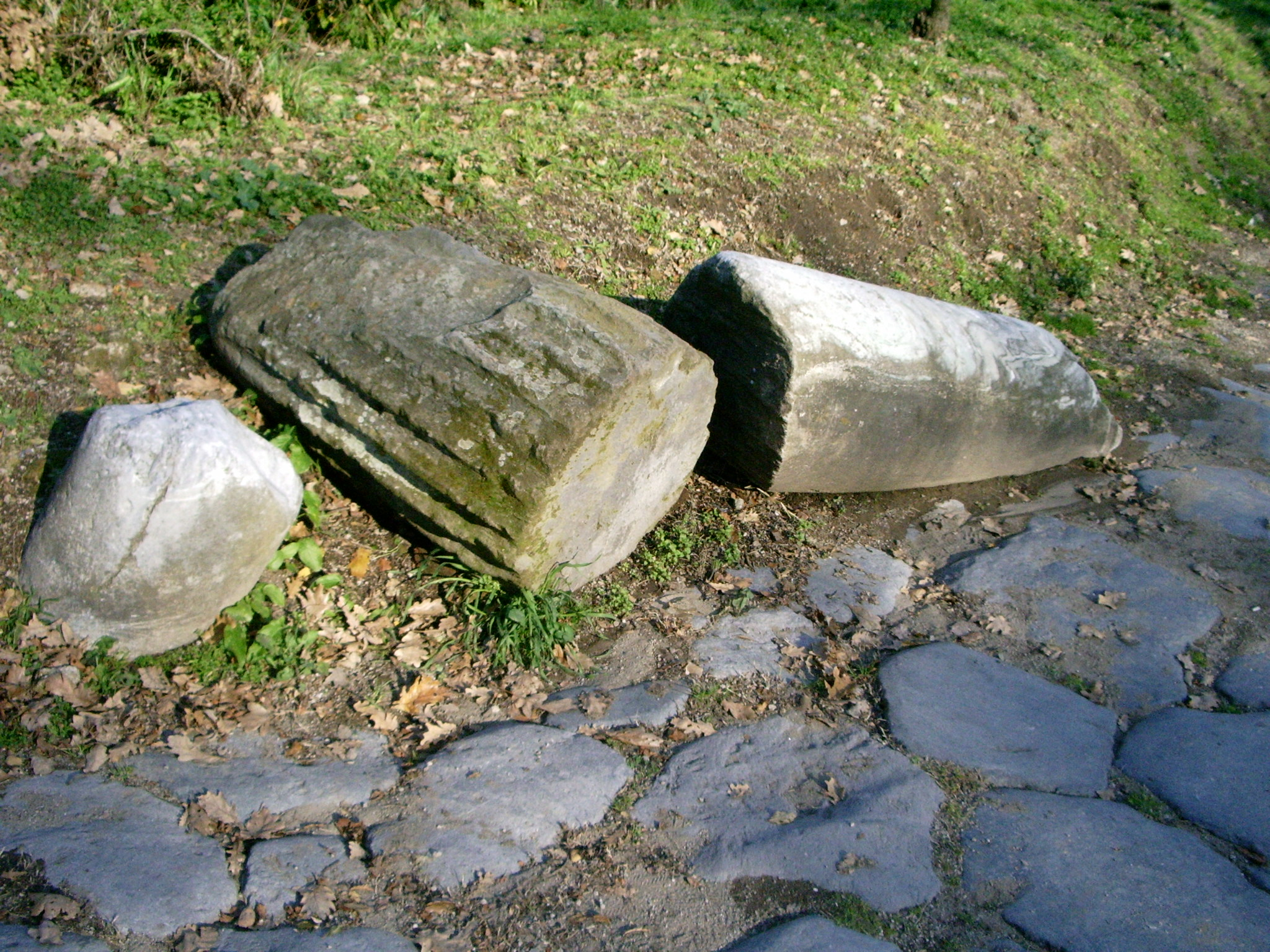
Éléments de colonne, le long la Via sacra.
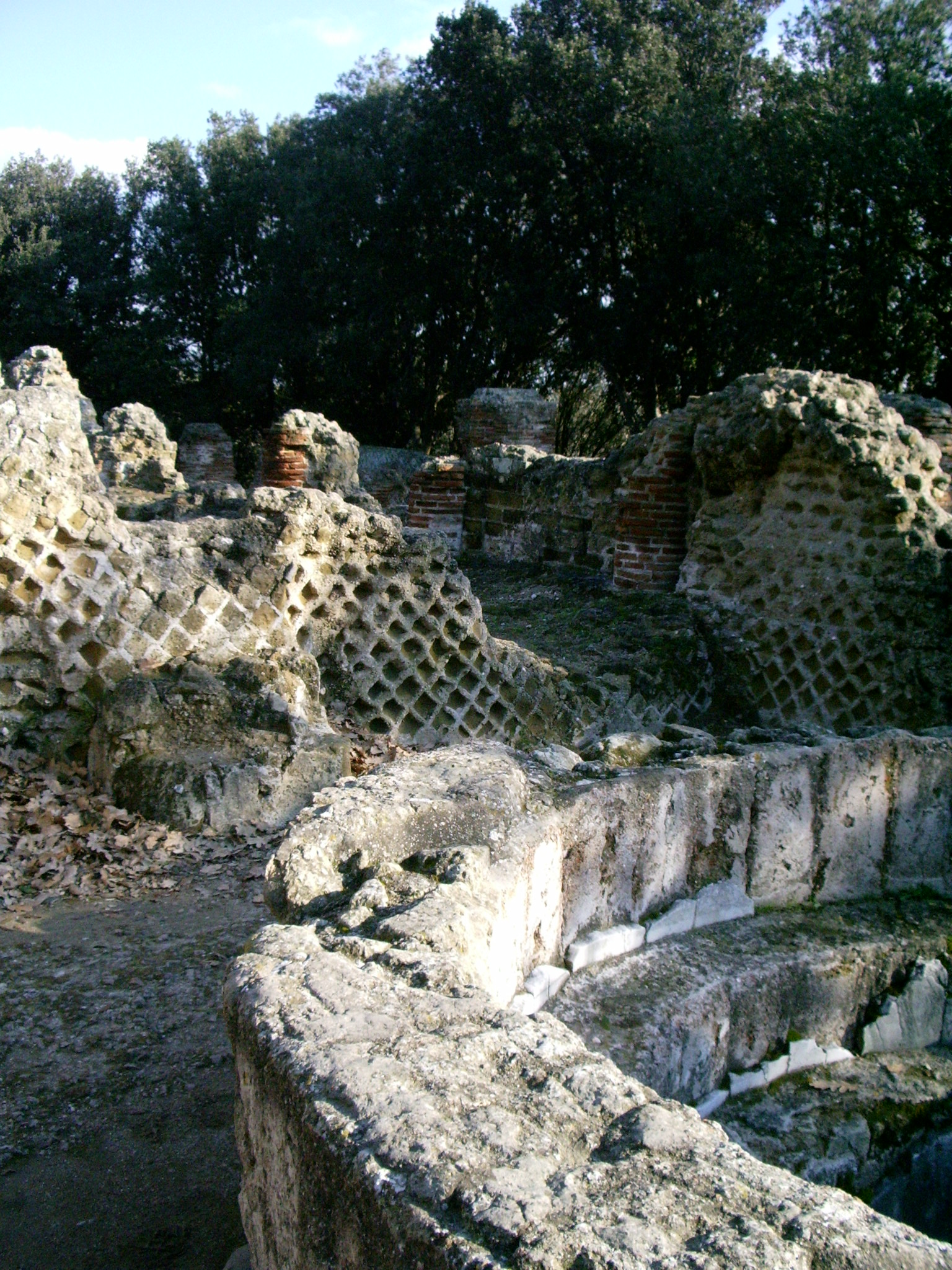
Baptistère (à l'intérieur du temple de Zeus).
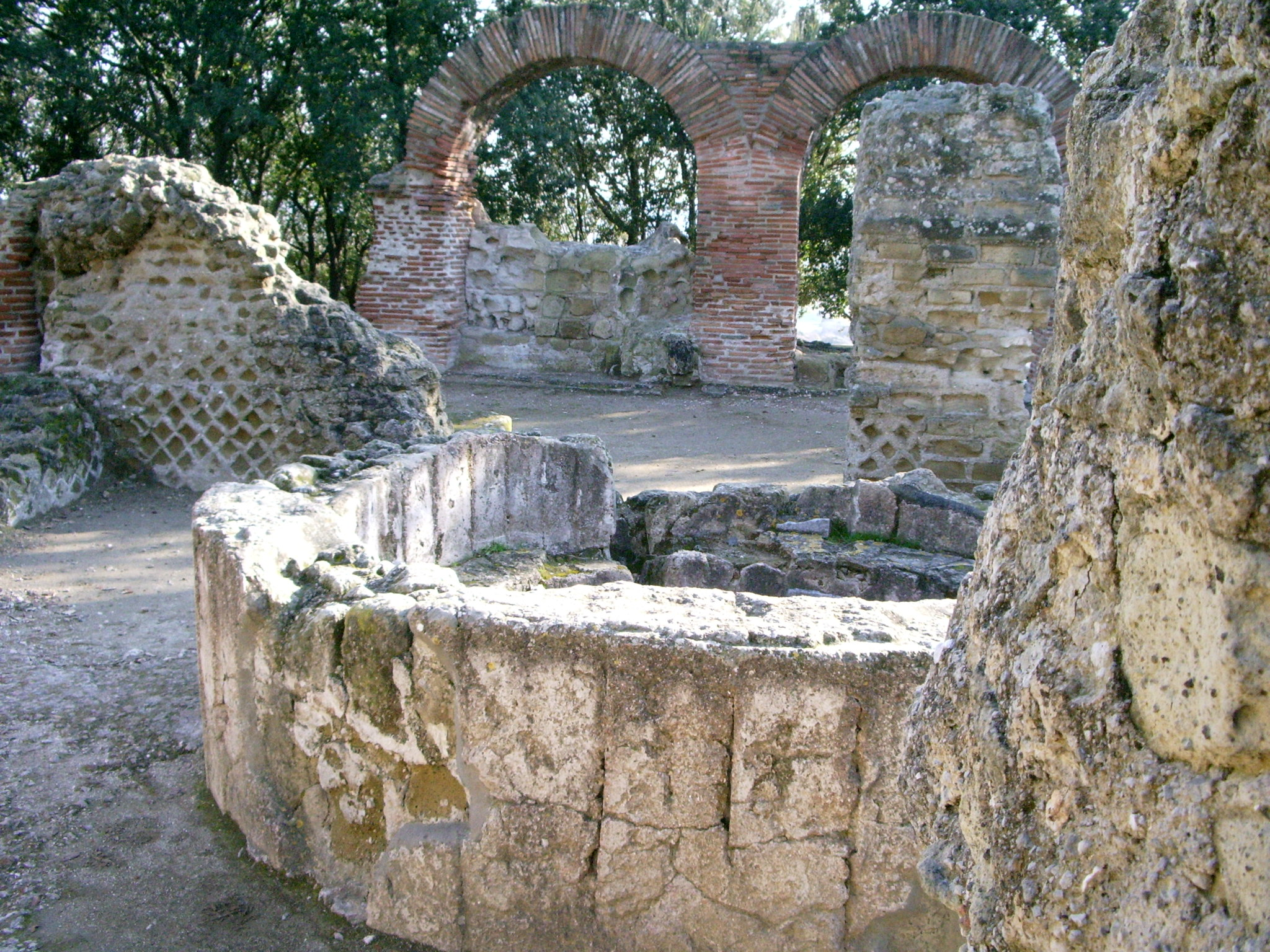
Baptistère.
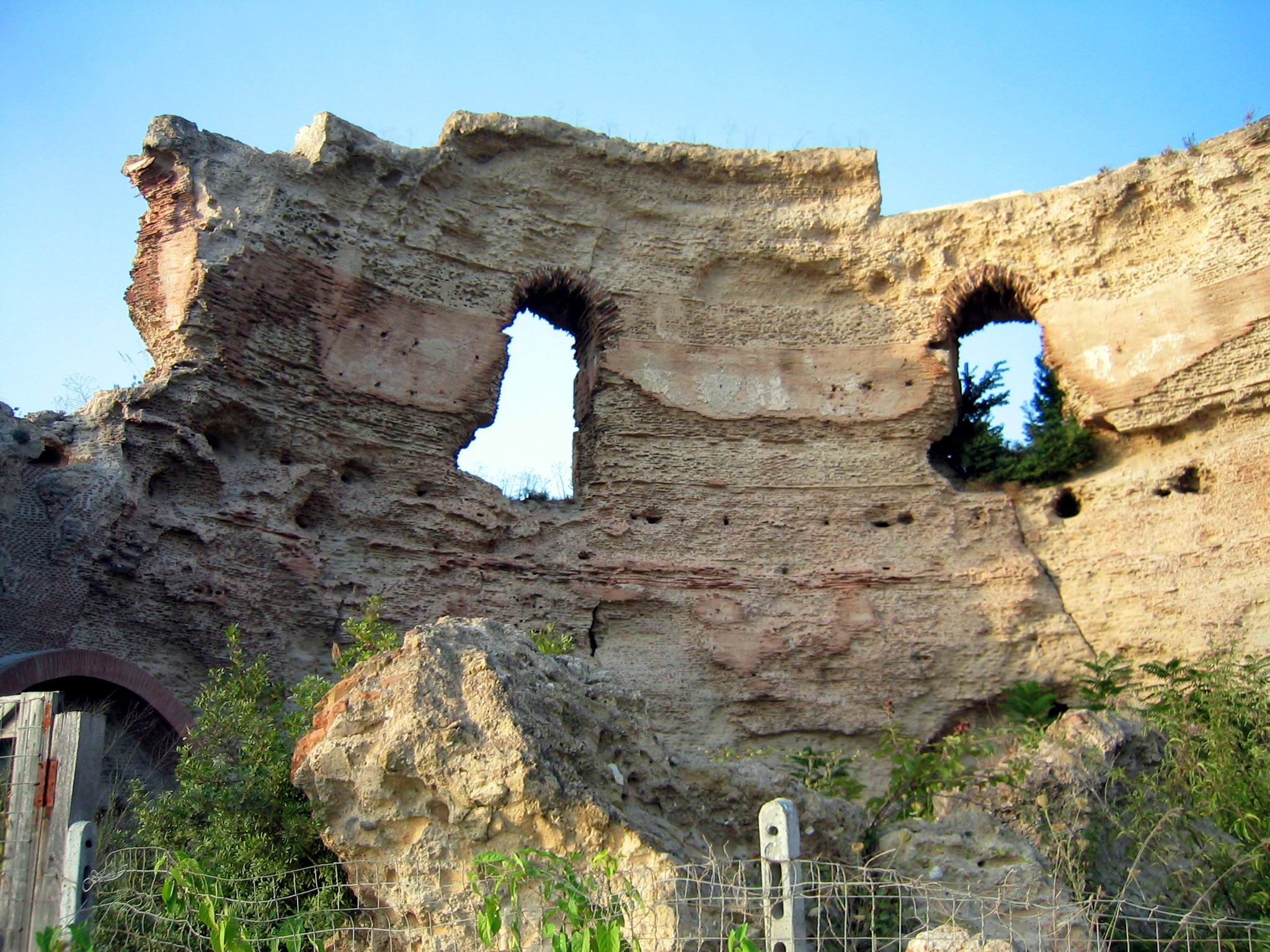
Temple d'Apollon Avernus.

## Personnalités liées à la ville
- Aristodemos Malakos, tyran de Cumes de 504 à 490 av. J.-C.
- Tarquin le Superbe, dernier roi de Rome, y meurt en 495 av. J.-C.
- Marcus Pompilius Andronicus, grammairien latin du Ier siècle av. J.-C., retiré à Cumes.